# Psary-Stara Wieś
Psary-Stara Wieś – wieś w Polsce położona w województwie świętokrzyskim, w powiecie kieleckim, w gminie Bodzentyn.
W latach 1975–1998 miejscowość administracyjnie należała do województwa kieleckiego.
Pierwsza wzmianka o Psarach pochodzi z 1351, gdy krakowski biskup Bodzanta przeniósł lokację wsi „Pszari” z prawa polskiego na niemieckie.
Przez wieś przechodzi  zielony szlak turystyczny ze Starachowic do Łącznej.
W miejscowości ma swoją siedzibą parafia Matki Bożej Pięknej Miłości. W strukturze kościoła rzymskokatolickiego parafia należy do metropolii krakowskiej, diecezji kieleckiej, dekanatu bodzentyńskiego.